# 베이스 트럼펫

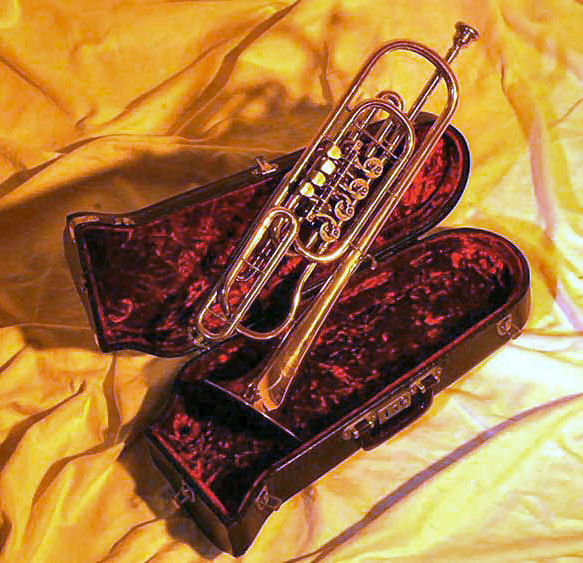
베이스 트럼펫

베이스 트럼펫(Bass Trumpet)은 보통 트럼펫보다 한 옥타브 낮은 음을 내는 트럼펫이다.
베이스 트럼펫은 보다 특수한 트럼펫으로서, 이 명칭은 긴관 트럼펫의 총칭으로 쓰이기도 하지만, 특히 바그너가 <니벨룽겐의 반지> 때문에 창안한 낮은음용의 다조 또는 내림나조를 말하는 경우도 있다. 금관 악기의 총칭으로서의 트럼펫의 기원은 아주 오래이며, 현존하는 자료로도 신석기시대까지 거슬러올라갈 수가 있다. 19세기까지 계속된 유럽의 근대적 긴관 트럼펫에 큰 영향을 준 것은 나필(아라비아어)이라고 하는 이슬람권(圈)의 트럼펫으로, 그 영향은 중세 십자군의 원정에 따라 먼저 남유럽에 전래하였다. 악기의 장대화(長大化)와 더불어 음넓이는 확대되었으나, 동시에 관을 똑바른 형상으로 그대로 유지할 수 없이 되어 15세기 이후에는 여러 형태로 굽게 되었다. 15세기에 둥글게 감긴 형이 일반화하였고, 그 후 기본적 구조에서는 19세기까지 큰 변화는 없었다. 17세기 후반부터 18세기 전반인 J. S. 바흐, 헨델의 시대는 트럼펫의 최성기로서, 특히 글라리노라고 하는 높은음넓이의 트럼펫으로는 화려한 명인(名人)의 연주가 있었다. 18세기 후반, 즉 고전파 이후 트럼펫의 지위는 점차 떨어져, 베토벤의 관현악법에서도 다만 화성적인 기능을 갖는 부차적인 악기로 다루고 있다. 1920년대부터 밸브 장치가 실용화하였고, 그 뒤로 짧은 관이 채용되어 지금에 이르고 있다. 위에서 말한 바와 금관악기에는 리드를 쓰지 않고 직접 입술로 발음하며, 더욱이 음높이의 변화도 3개 밸브의 도움을 빌릴 뿐 입술의 사용법과 입김을 불어넣는 방법에 따르게 되므로, 입술의 기술은 매우 고도의 것이 요구된다. 보통 오케스트라에서 쓰이는 경우는 제10배음이 한도이나, 재즈 등에서는 제16배음 정도까지 쓰인다. 발음법에는 강음을 내는 어택과 보다 부드럽고 매끄러운 음을 내는 포즈가 있어, 적당히 구분하여 사용된다. 트릴은 통상 밸브 조작으로 하게 되나, 높은음넓이에서는 입술에 의한 트릴도 하게 된다. 벨에 삽입하는 약음기(弱音器)를 사용한 음빛깔은 예리함을 잃지 않고 소리가 잘 나와 애용되고 있다.